# Theodor Knauthe
Theodor Hermann Knauthe  (* 4. April 1837 in Dresden; † 7. April 1895 in Blasewitz) war ein deutscher Mediziner.

## Leben
Knauthe studierte an der Universität Leipzig bei Carl Reinhold August Wunderlich und Ernst L. Wagner und wurde 1863 promoviert. Danach war er Assistent in der Augenheilanstalt von Pagenstecher in Wiesbaden. Da er sich in Österreich niederlassen wollte, absolvierte er 1873 in Innsbruck ein zweites Rigorosum. Danach war er Kurarzt in Meran. Er war königlich sächsischer Sanitätsrat.
Er befasste sich mit Krankheiten der Lunge und veröffentlichte über Balneologie (u. a. Weintraubenkuren) und Klimatologie.
Knauthe war Autor in der Real-Encyclopädie der gesammten Heilkunde.

## Schriften
- Handbuch der pneumatischen Therapie, Leipzig 1876
- Beiträge zu Albert Eulenburgs Real-Encyclopädie der gesammten Heilkunde. Erste Auflage.
  - Band 2 (1880) (Digitalisat), S. 467–480: Bronchialasthma; S. 480–490: Bronchiektasie; S. 490–527: Bronchitis catarrhalis
  - Band 10 (1882) (Digitalisat), S. 675–700: Pneumatische Therapie; S. 700–706: Pneumatometrie
  - Band 12 (1882) (Digitalisat), S. 660–665: Spirometrie
  - Band 13 (1883) (Digitalisat), S. 524–529: Thorakometrie
  - Band 15 (1883) (Digitalisat), S. 156–158 (Nachträge): Bronchialasthma; S. 158 (Nachträge): Bronchiectasie; S. 158–160 (Nachträge): Bronchitis